# 평리동 (대구)
평리동(坪里洞)은 대한민국 대구광역시 서구의 법정동이다. 평리1동은 남쪽으로 국채보상로를 접하고 북쪽으로는 북비산로를 낀 서구의 중심부에 위치해 있음. 관내에 비산초등학교가 있고, 전반적으로 도시기반시설이 비교적 양호한 편이며, 주민들의 생활수준이 향상되고 있는 지역이다. 서구청의 소재지이기도 하다.

## 지명
본래 대구시 서중면의 지역으로 들이 삼면에 있으므로 ‘들말평야’라 하였으며 1914년 행정구역 폐합에 따라 장등곡, 도장곡을 병합하여 평리동이라 해서 달성군에 편입되었다가, 1938년 10월 1일 대구부에 편입되었다. 또한 평리동 북서쪽에 "산나들"이라는 곳이 있었는데 이곳은 대구에서 서울로 왕래하는 곳이었으므로 "서울 나들이"라 하던 것이 "살나들"로 변한 것으로 추정된다.

## 주요 시설

### 관공서
- 대구광역시 서구청(3동)
- 대구서부경찰서(3동)
- 대구서부소방서(6동)
- 서구보건소(3동)
- KT 서대구 지사(3동)

### 금융 기관
- IM뱅크 서구청 출장소(3동)
- IM뱅크 신평지점(4동)
- IM뱅크 서대구지점(4동)
- 와룡새마을금고 본점(5동)
- 와룡새마을금고 평리지점(5동)
- 와룡새마을금고 평오지점(5동)
- 평리새마을금고 본점(2동)
- 평상새마을금고 본점(1동)
- 중평새마을금고 본점(4동)
- 평리3동 새마을금고 제1지점
- 평리4동 새마을금고 본점
- 평리4동 새마을금고 제1지점
- KB국민은행 평리롯데캐슬지점(2동)
- KB국민은행 평리동지점(4동)
- 서대구 우체국(4동)
- 기업은행 평리동지점(3동)
- 우리은행 평리동지점(5동)
- NH농협은행 서대구지점(5동)
- NH농협은행 평리지점(4동)

### 교육
- 비산초등학교 (1동)
- 서도초등학교 (2동)
- 대구평리초등학교 (3동)
- 이현초등학교(5동)
- 대구서평초등학교 (6동)
- 서진중학교(6동) + 대구서부중학교(3동) = 서대구중학교
- 평리중학교 (3동)
- 대평중학교 (3동)
- 대구서부고등학교 (3동)
- 한국폴리텍6대학 (5동)
- 내당평리권역공공도서관(4동)

### 재래 시장
- 서구시장(3동)
- 구평리시장(1동)
- 신평리시장(3동)
- 대평리시장(3동)
- 중리시장(5동)
- 이현시장(6동)
- 중평시장(4동)

## 주거 시설
| 단지명                            | 건설사           | 시행사                                     | 주소                   | 입주        | 비고                    |
| --------------------------------- | ---------------- | ------------------------------------------ | ---------------------- | ----------- | ----------------------- |
| 평리 롯데캐슬                     | 롯데건설         | 평리2동 주택재건축정비사업조합             | 서구 국채보상로 316    | 2009년 12월 |                         |
| 서대구역 화성파크드림             | 에이치에스화성㈜ | 평리7재정비촉진구역 주택재개발정비사업조합 | 서구 서대구로29길 30   | 2023년 10월 | 평리뉴타운 7구역 재개발 |
| 서대구역 센텀 화성파크드림        | 에이치에스화성㈜ | 평리5재정비촉진구역 주택재개발정비사업조합 | 서구 문화로 150        | 2024년 8월  | 평리뉴타운 5구역 재개발 |
| 서대구역 반도유보라 센텀          | 반도건설         | 평리3동 주택재건축정비사업조합             | 서구 문화로 230        | 2023년 10월 |                         |
| 서대구역 서한이다음 퍼스트        | ㈜서한           | 평리6재정비촉진구역 주택재개발정비사업조합 | 서구 국채보상로37길 38 | 2023년 4월  | 평리뉴타운 6구역 재개발 |
| 서대구KTX 영무예다음 그랜드센트럴 | 영무토건㈜       | 평리3재정비촉진구역 주택재개발정비사업조합 | 서구 당산로 446        | 2023년 3월  | 평리뉴타운 3구역 재개발 |
| 평리 청구타운                     | ㈜청구           | ㈜청구                                     | 서구 서대구로 77       | 2000년 3월  |                         |

- 서대구역 한신더휴아파트[평리뉴타운 1구역] - 미정(6동)
- 서대구역 두산위브트루엘(가칭)[평리뉴타운 2구역] - 미정(6동)
- 평리 한라비발디 아파트(가칭) - 미정(6동)
- 평리푸르지오 - 2011년 11월(4동)
- 동서1차아파트 - 1981년 11월(4동)
- 평리힐스2차 - 2017년 4월(3동)
- 평리힐스 - 2015년(1동)
- 광명아파트- 1980년 7월(6동)
- 황제빌라(6동)
- 우성빌라(6동)
- 코리아빌(6동)
- 월성빌라(6동)
- 삼선빌라(6동)
- 성보아트빌(6동)
- 목련빌라(5동)
- 동원빌라(5동)
- 동서2차아파트 - 1982년 12월(4동)
- 동서3차아파트 - 1983년 12월(4동)
- 비둘기 맨션 - 1988년 8월(4동)
- 반도아파트 - 1980년 11월(4동)
- 진성아파트 - 1981년 9월(4동)
- 금오아파트 - 1980년 10월(4동)